# 프레다 미허일레스쿠
프레다 미허일레스쿠(루마니아어: Preda V. Mihăilescu, 1955년 5월 23일 ~ )는 루마니아의 수학자다. 오랫동안 미해결 문제로 남아 있던 미허일레스쿠 정리를 증명하였다.

## 생애
부쿠레슈티에서 태어났으며, 동생 빈틸러 미허일레스쿠(루마니아어: Vintilă Mihăilescu)는 유명한 인류학자이다.
1973년에 스위스로 유학하여, 취리히 연방 공과대학교에서 수학과 전산학을 공부하였다. 1997년에 박사 학위를 수여받았다. 이후 독일 파더보른 대학교에 있었다.
2002년에 미허일레스쿠 정리를 증명하였다. 2005년에 괴팅겐 대학교 교수가 되었다. 2009년에는 대수적 수체에 대한 레오폴트 추측(영어: Leopoldt’s conjecture)의 증명을 발표하였다.

## 참고 문헌
- Metsänkylä, Tauno (2004). “Catalan's Conjecture: Another old Diophantine problem solved”. 《Bull. Amer. Math. Soc.》 (영어) 41: 43–57. doi:10.1090/S0273-0979-03-00993-5. MR 2015449.